# Линдеберг, Мария
Мария Маргарета Линдеберг (швед. Maria Margareta Lindeberg; 1780, Стокгольм — 26 августа 1861, там же) — шведская писательница и переводчица, первая в Швеции женщина — автор путевых заметок.

## Биография и творчество
Мария Линдеберг родилась в 1780 году в Стокгольме. Её родителями были счетовод Андерс Криспин Линдеберг и Маргарета Ребрен. Брат Марии, Андерс Линдеберг, был писателем, журналистом и театральным деятелем. В 1830-е — 1840-е года дом Линдебергов был местом встреч литературной и политической элиты Стокгольма.
В 1825—1826 годах Мария Линдеберг побывала в Париже. Она вела путевые заметки, которые публиковала в Stockholmsposten, газете, которой с 1821 по 1833 год газетой владел её брат. В 1827 году её тексты вышли отдельной книгой. Она была опубликована анонимно, под названием «Bref från Paris av et resande Svenskt fruntimmer». Путевые заметки Марии Линдеберг написаны в форме писем другу. Автор постоянно подчёркивает, что она — женщина: это должно было оправдать её недостаточную учёность и отсутствие социальных и политических вопросов в её повествовании. Тем не менее она косвенным образом затрагивает и те, и другие, пересказывая газетные статьи, сообщая сведения о жизни парижской буржуазии и затрагивая вопросы равенства полов. По мнению Марии Линдеберг, французские женщины пользуются гораздо большей свободой, чем шведские: они могут заниматься различными профессиями, свободно перемещаться и даже, если того пожелают, переодеваться в мужскую одежду. Кроме того, им не только не запрещается, но и всячески рекомендуется получать образование. Таким образом, книга Марии Линдеберг, помимо собственно рассказа о путешествии, касалась актуальной темы женских прав и свобод. Ещё одна живо интересующая её тема — театр и театральное искусство. Мария пишет о постановках, увиденных в Комеди Франсез, о костюмах, сценографии, актёрах, режиссуре, а также об уличном театре.
Помимо писательства, Мария Линдеберг занималась переводами, в частности, с французского языка. Она перевела две французских пьесы и кулинарную книгу.
Мария Линдеберг умерла 26 августа 1861 года.